# Kolan River
Kolan River är en flodmynning i Australien. Den ligger i delstaten Queensland, omkring 320 kilometer norr om delstatshuvudstaden Brisbane.
Runt Kolan River är det mycket glesbefolkat, med 6 invånare per kvadratkilometer..
I omgivningarna runt Kolan River växer huvudsakligen savannskog. Genomsnittlig årsnederbörd är 1 080 millimeter. Den regnigaste månaden är januari, med i genomsnitt 217 mm nederbörd, och den torraste är september, med 26 mm nederbörd.